# Похоронный картофель
Похоронный картофель (англ. Funeral potatoes, также отличный картофель (англ. great potatoes), сырный картофель (англ. cheesy potatoes), запеканка из хашбрауна (англ. hash brown casserole), сырные хашбрауны (англ. cheesy hash browns), тот картофель (англ. those potatoes) или картофель для вечеринок (англ. party potatoes)) — традиционные картофельные хот-диш или кассероль, популярные на Межгорном и Среднем Западе США. Его называют «похоронным» картофелем, поскольку его обычно подают в качестве гарнира во время поминальных ужинов, но его также подают на обедах в складчину и других общественных мероприятиях, иногда под разными названиями. Блюдо порой ассоциируется с членами Церкви Иисуса Христа Святых последних дней из-за его популярности среди членов Церкви.

## Ингредиенты

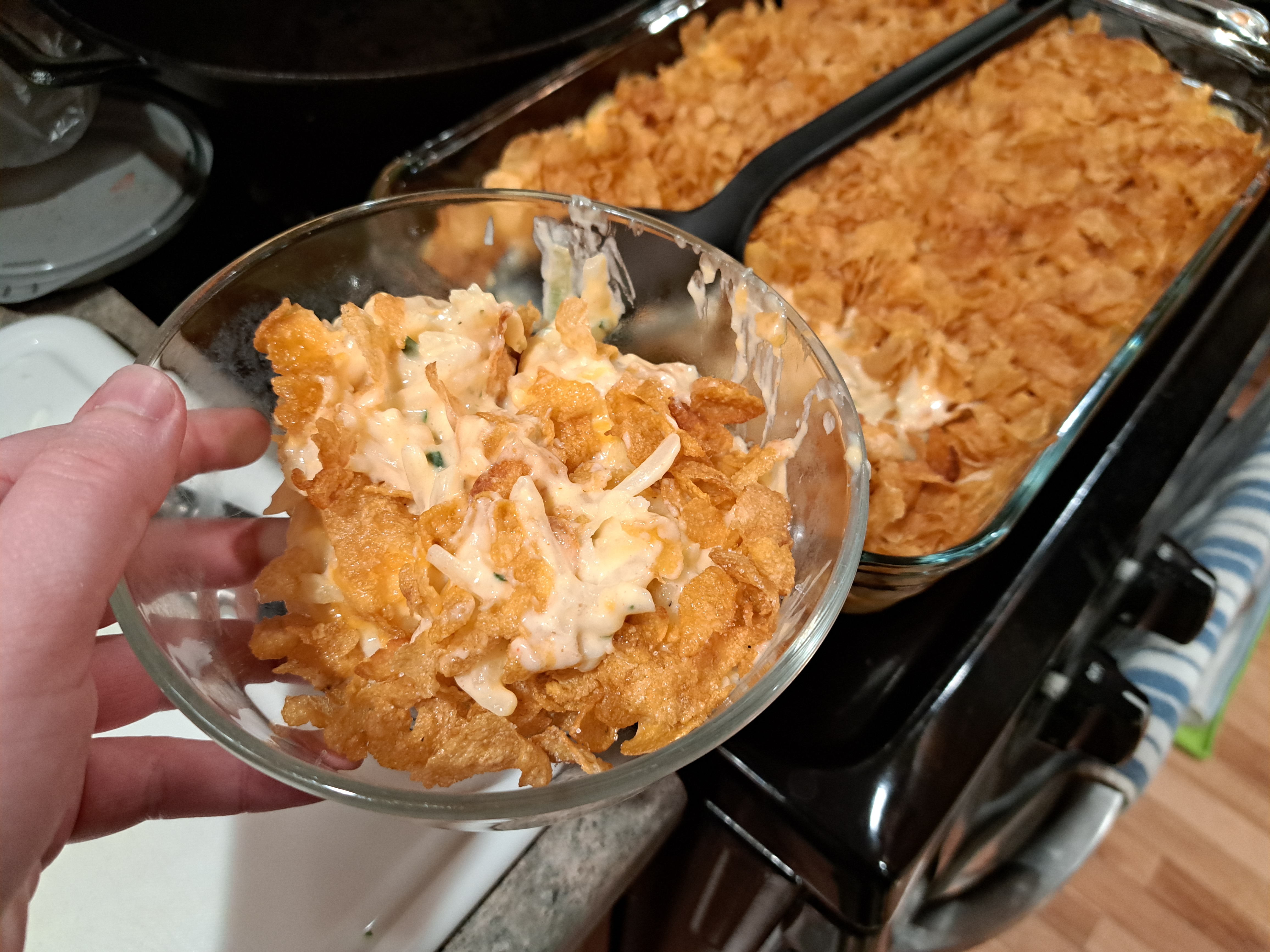
Готовый похоронный картофель с начинкой из кукурузных хлопьев

Блюдо обычно состоит из хашбрауна или нарезанного кубиками картофеля, сыра (чеддер или пармезан), лука, крем-супа (куриного, грибного или из сельдерея) или сливочного соуса, сметаны и сливочного масла с кукурузными хлопьями или измельчёнными чипсами. В некоторых вариантах в состав входят нарезанная кубиками запечённая ветчина, замороженный горошек или соцветия брокколи.

## В популярной культуре
Во время зимних Олимпийских игр 2002 года в Солт-Лейк-Сити один из сувенирных значков был изготовлен в форме похоронного картофеля.